# Герово-Тоунсько
45°16′ пн. ш. 15°19′ сх. д. / 45.26° пн. ш. 15.31° сх. д.
Герово-Тоунсько (хорв. Gerovo Tounjsko) — населений пункт у Хорватії, у Карловацькій жупанії у складі громади Тоунь.

## Населення
Населення за даними перепису 2011 року становило 55 осіб.
Динаміка чисельності населення поселення: